# Tok's Restaurantes
Tok's Restaurantes  (también conocido como Restaurantes Tok's, S.A. de C.V. o simplemente como Tok's), es una cadena mexicana de restaurantes, fundada el 16 de julio de 1971 por el empresario español Ángel Losada Gómez, fundador de la cadena de supermercados Gigante, también dueño de la empresa mexicana Grupo Gigante, misma que dirige la cadena restaurantera hasta la actualidad. Opera en más de 65 ciudades a nivel nacional.

## Historia

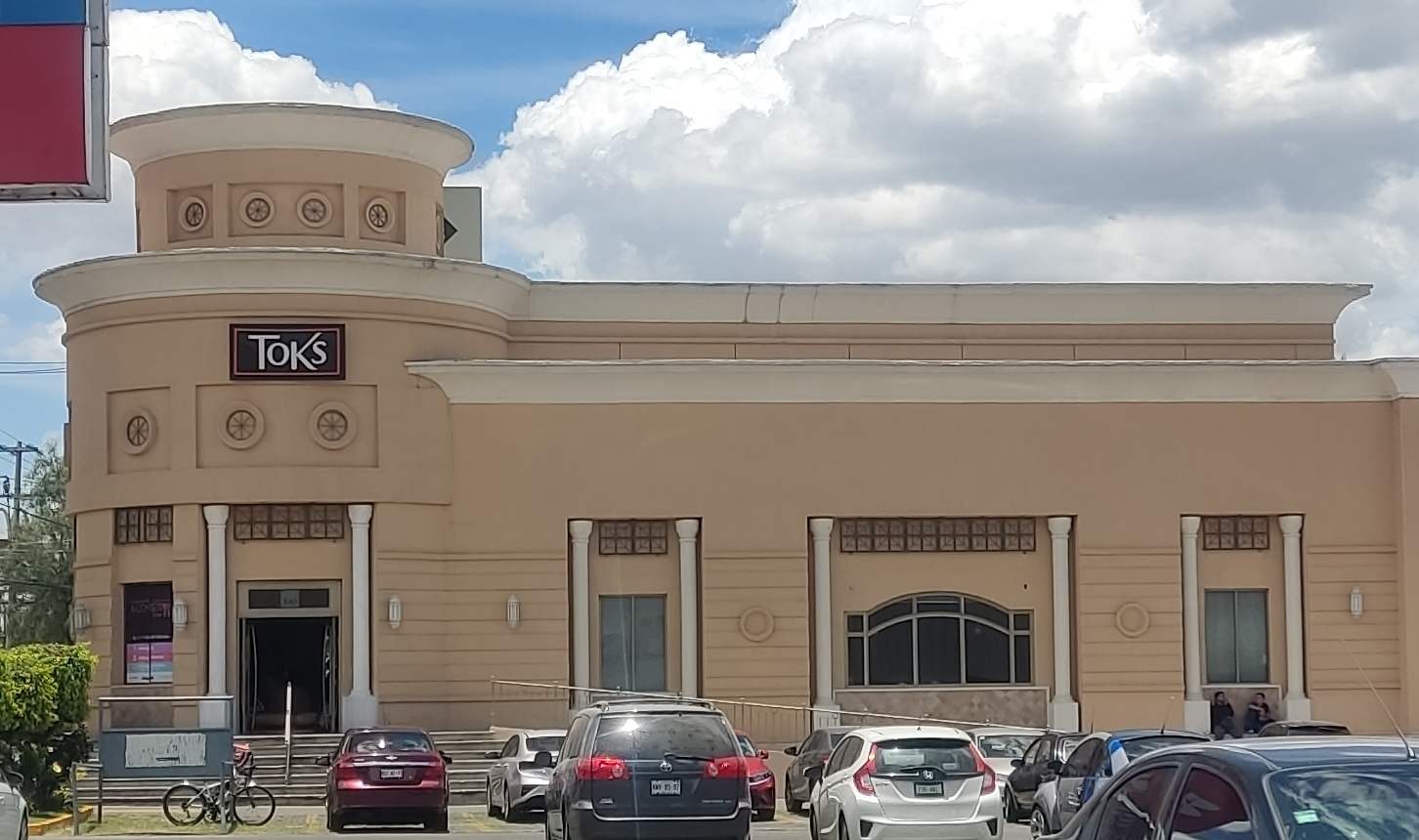
Sucursal ubicada en el municipio de Coacalco, Estado de México.

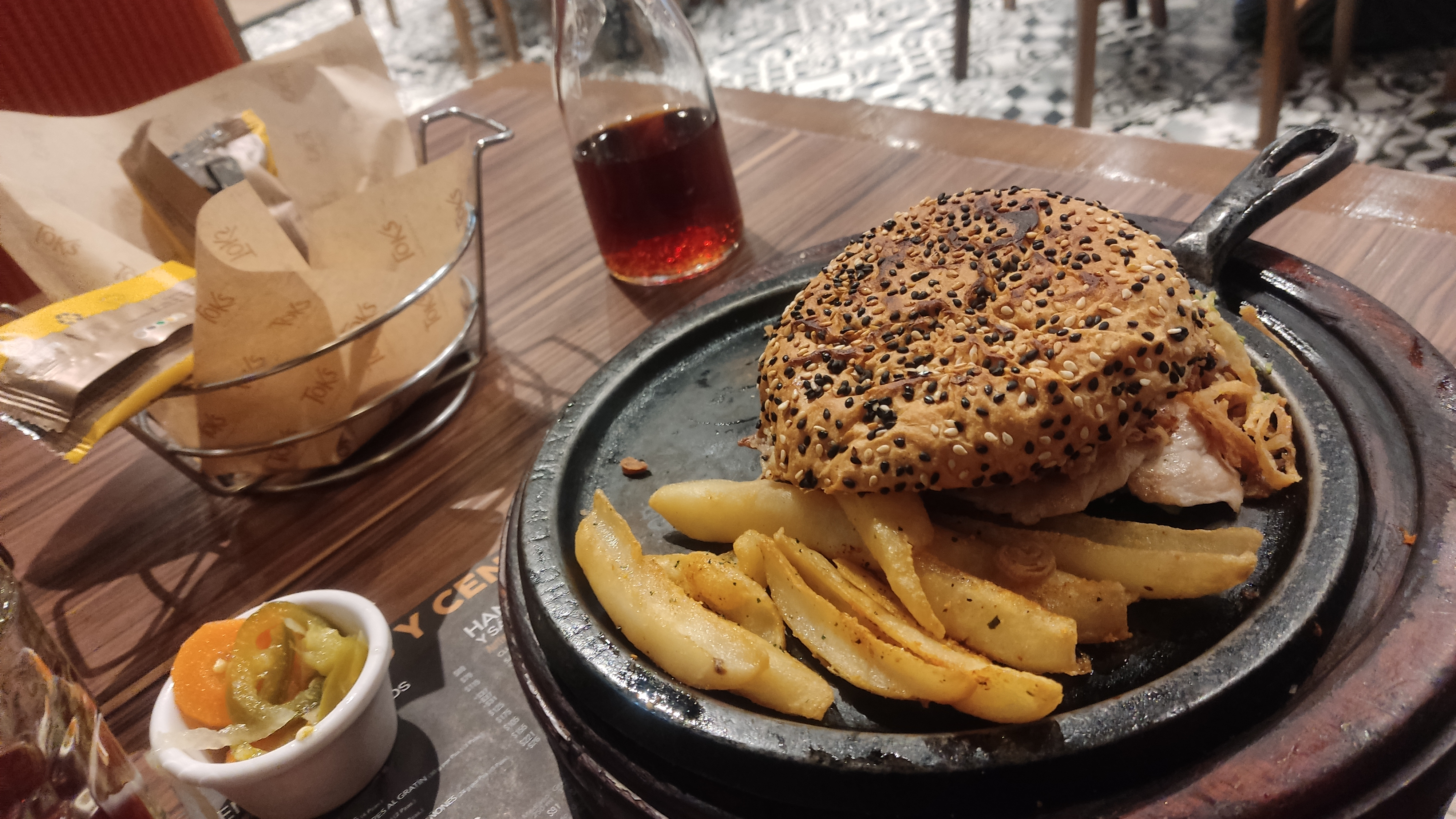
Platillo Hamburguesa de pavo a la parrilla.

La historia de Tok's Restaurantes surge en el año 1971 cuando su fundador Ángel Losada Gómez aperturó su primera sucursal en la zona de La Villa, en la Ciudad de México..
A un año después, apertura su segunda ubicación en Avenida Ejército Nacional, en la colonia Granada, en la zona de Polanco, en Ciudad de México, (lugar donde actualmente es el centro comercial Miyana).
El nombre Tok's se deriva de las variantes de palabras "Today", "OK" y "Service" mediante sus iniciales abreviadas T-OK-S.
Competiría directamente con negocios del mismo rubro como Vips, que en ese entonces era parte de Aurrerá, propiedad del empresario Jerónimo Arango, tiempo después también surge un competidor, Restaurantes California de la cadena Comercial Mexicana, y los cuáles adquiriría tiempo más tarde.
En 2003 inician operaciones del comisariato y un año después, incursiona como operador de estacionamientos con el nombre SET.
En 2008 se crea «Instituto Tok's», para la capacitación de cocineros de la empresa.
Durante el lapso de 2013, Tok's no descartó la idea de adquirir la cadena de restaurantes Vips a Walmart de México y Centroamérica, por lo cual fue descartado debido a que la empresa mexicana Alsea terminó comprando a Vips por una cantidad de 8,200 millones de pesos (mdp), en mayo de 2014.
A finales de 2014, Grupo Gigante inicia negociaciones de la adquisión de la cadena Restaurantes California, propiedad de Controladora Comercial Mexicana, adquiriendo 47 ubicaciones de la cadena California por un monto de $1,061 millones de pesos (mdp), 7 sucursales de Beer Factory, también propiedad de la controladora, logrando incrementar un porcentaje en el mercado frente a su competidor Vips.
En 2017 adquieren la marca Wings y transforman algunas de sus unidades en Tok's, se inaugura el Centro de Distribución de Operaciones Logísticas, un año después se apertura su ubicación número 200 al interior de la república mexicana, ubicada sobre Avenida Ejército Nacional, en Polanco, Ciudad de México.
En 2020 terminaron operaciones 18 ubicaciones al interior de la república mexicana, debido al surgimiento de la pandemia de COVID-19 en México. En 2021 la cadena cumple su 50 aniversario, con descuentos para clientes.